# Smilax assumptionis
Smilax assumptionis är en enhjärtbladig växtart som beskrevs av A.Dc. Smilax assumptionis ingår i släktet Smilax och familjen Smilacaceae. Inga underarter finns listade.